# نبرد اعزاز (۱۱۲۵)
نبرد اعزاز (انگلیسی: Battle of Azaz)، نبردی است میان نیروهای صلیبی به رهبری بالدوین دوم اورشلیم و ژوسلین یکم ادسا و نیروهای متحد سلجوقی و آل ارتق به رهبری آق سنقر برسقی و طغتکین که با پیروزی صلیبیون و شکست نیروهای مسلمان همراه بود.